# Nederlands landskampioenschap voetbal 1888/89
De eerste titelstrijd om het Nederlands landskampioenschap voetbal vond in het seizoen 1888/89 plaats en werd gewonnen door RC & FC Concordia uit Rotterdam. Het eerste seizoen verliep nog niet erg gestructureerd. Er waren zeven teams die meespeelden om het kampioenschap maar lang niet alle wedstrijden werden ook daadwerkelijk gespeeld zodat Concordia uit Rotterdam, dat de meeste punten haalde (en ook samen met H.F.C. de meeste wedstrijden speelde), tot kampioen werd uitgeroepen. Uit oude krantenarchieven valt op te maken dat de voetbalcompetitie ongeveer tussen eind oktober 1888 en begin maart 1889 verspeeld is. In de zomer speelden alle clubs die meededen aan de voetbalcompetitie namelijk cricket. Maar heel veel werd er niet over voetbal geschreven in die tijd. Het was tenslotte nog een onbekende sport.
Het vermoedelijk eerste krantenverslag van een voetbalwedstrijd uit dit seizoen is van de wedstrijd Concordia (Rotterdam)-Excelsior (Haarlem) van zondag 28 oktober 1888. Omdat het een mooi tijdsbeeld schetst van de absolute begintijd van het voetbal in Nederland hierbij het volledige verslag uit het Rotterdamsch Nieuwsblad: De gisteren gehouden voetbalwedstrijd tusschen “Concordia” (Rotterdam) en “Excelsior” (Haarlem), is ten voordeele der Rotterdammers uitgevallen, en wel met 4 goals tegen 0. Uitgelokt door het fraaie weder, waren eenige honderden toeschouwers aanwezig, die door luide toejuichingen hunne ingenomenheid met het spel betuigden. Het bleek al spoedig dat de Haarlemsche spelers niet tegen de Rotterdammers opgewassen waren, die door goed samenspel, ver en juist trappen en krachtig “tackeln” (een tegenstander zonder behulp der handen wegdringen of overloopen) hunne meerderheid toonden. Voor “Excelsior” speelden de heeren Overs, Witteveen, Burkens, Reymt en Viruly zeer verdienstelijk. Van “Concordia” zou het onbillijk zijn iemand uit te zonderen, waar allen zoo goed deden. De goals van “Concordia” werden behaald door H. Bijlstra, L. Weinthal, W. de Crane, terwijl de vierde goal tegen het hoofd van een der Haarlemmers door hun eigen goal ging. 

## Uitslagenmatrix
| Thuis / Uit | CON   | EXC   | HFC   | HVV   | OLY   | RAP   | VVA   |
| ----------- | ----- | ----- | ----- | ----- | ----- | ----- | ----- |
| Concordia   |       | 4 - 0 | 1 - 0 | 1 - 0 | 4 - 0 | -     | 1 - 1 |
| Excelsior   | -     |       | -     | -     | -     | -     | -     |
| HFC         | -     | -     |       | 1 - 0 | 4 - 1 | -     | 0 - 0 |
| HVV         | 1 - 0 | -     | 0 - 0 |       | -     | 1 - 0 | -     |
| Olympia     | -     | -     | -     | -     |       | -     | -     |
| RAP         | -     | -     | 1 - 1 | 0 - 0 | -     |       | 1 - 1 |
| VVA         | 0 - 1 | -     | 1 - 0 | -     | -     | 0 - 0 |       |

## Eindstand
| pos | club              | gs | w | g | v | pnt | dv | dt | ds |
| --- | ----------------- | -- | - | - | - | --- | -- | -- | -- |
| 1.  | RC & FC Concordia | 7  | 5 | 1 | 1 | 11  | 12 | 2  | 10 |
| 2.  | HFC               | 7  | 2 | 3 | 2 | 7   | 6  | 4  | 2  |
| 3.  | HVV Den Haag      | 6  | 2 | 2 | 2 | 6   | 2  | 2  | 0  |
| 4.  | VVA Amsterdam     | 6  | 1 | 4 | 1 | 6   | 3  | 3  | 0  |
| 5.  | RAP Amsterdam     | 5  | 0 | 4 | 1 | 4   | 2  | 3  | -1 |
| 6.  | RC & FC Olympia   | 2  | 0 | 0 | 2 | 0   | 1  | 8  | -7 |
| 7.  | HC & FC Excelsior | 1  | 0 | 0 | 1 | 0   | 0  | 4  | -4 |

### Legenda
| Kleur | Kwalificatie voor |
| ----- | ----------------- |
|       | Landskampioen     |

Nederlands landskampioenschap

1888/89 · 
1889/90 ·
1890/91 ·
1891/92 ·
1892/93 ·
1893/94 ·
1894/95 ·
1895/96 ·
1896/97 ·
1897/98 ·
1898/99 ·
1899/00 ·
1900/01 ·
1901/02 ·
1902/03 ·
1903/04 ·
1904/05 ·
1905/06 ·
1906/07 ·
1907/08 ·
1908/09 ·
1909/10 ·
1910/11 ·
1911/12 ·
1912/13 ·
1913/14 ·
1914/15 ·
1915/16 ·
1916/17 ·
1917/18 ·
1918/19 ·
1919/20 ·
1920/21 ·
1921/22 ·
1922/23 ·
1923/24 ·
1924/25 ·
1925/26 ·
1926/27 ·
1927/28 ·
1928/29 ·
1929/30 ·
1930/31 ·
1931/32 ·
1932/33 ·
1933/34 ·
1934/35 ·
1935/36 ·
1936/37 ·
1937/38 ·
1938/39 ·
1939/40 ·
1940/41 ·
1941/42 ·
1942/43 ·
1943/44 ·
1944/45 ·
1945/46 ·
1946/47 ·
1947/48 ·
1948/49 ·
1949/50 ·
1950/51 ·
1951/52 ·
1952/53 ·
1953/54
Betaald voetbal

Eerste klasse 1954/55 ·
Hoofdklasse 1955/56
Eredivisie

1956/57 · 1957/58 · 1958/59 · 1959/60 · 1960/61 · 1961/62 · 1962/63 · 1963/64 · 1964/65 · 1965/66 · 1966/67 · 1967/68 · 1968/69 · 1969/70 · 1970/71 · 1971/72 · 1972/73 · 1973/74 · 1974/75 · 1975/76 · 1976/77 · 1977/78 · 1978/79 · 1979/80 · 1980/81 · 1981/82 · 1982/83 · 1983/84 · 1984/85 · 1985/86 · 1986/87 · 1987/88 · 1988/89 · 1989/90 · 1990/91 · 1991/92 · 1992/93 · 1993/94 · 1994/95 · 1995/96 · 1996/97 · 1997/98 · 1998/99 · 1999/00 · 2000/01 · 2001/02 · 2002/03 · 2003/04 · 2004/05 · 2005/06 · 2006/07 · 2007/08 · 2008/09 · 2009/10 · 2010/11 · 2011/12 · 2012/13 · 2013/14 · 2014/15 · 2015/16 · 2016/17 · 2017/18 · 2018/19 · 2019/20 · 2020/21 · 2021/22 · 2022/23 · 2023/24 · 2024/25 · 2025/26